# Yuhan Su
Yuhan Su (蘇郁涵, * um 1990) ist eine taiwanesische Jazzmusikerin (Vibraphon, Komposition).

## Leben und Wirken
Su zog mit 18 Jahren nach Taipeh und schließlich 2008 nach Boston, um an der Berklee School of Music zu studieren. Seit 2012 lebt sie in New York City; seitdem hat sie, beginnend mit Flying Alone (Inner Circle Music, u. a. mit Leong Lim Yang), weitere Alben unter eigenem Namen vorgelegt, zunächst A Room of One's Own (2015) und City Animals (2018, Sunnyside Records). Diese Alben wurden in der Kritik positiv besprochen, etwa bei All About Jazz und Down Beat. 2023 folgte ihr viertes Album Liberated Gesture, eingespielt mit Caroline Davis, Matt Mitchell, Marty Kenney und Dan Weiss. Yuhan trat auch mit verschiedenen Projekten in New York auf, darunter Brian Krock's Big Heart Machine, Miho Hazamas M_Unit und Kyle Saulniers Awakening Orchestra und Jason Yeagers Septet (Unstuck in Time: The Kurt Vonnegut Suite).